# 名鉄バス一宮営業所
名鉄バス一宮営業所（めいてつバスいちのみやえいぎょうしょ）は、愛知県一宮市にある名鉄バスの営業所である。略称は宮。

## 概説
- 最寄りバス停名が「印田」であることから、印田車庫とも呼ばれる。
- 愛知県一宮市を中心に、江南市、岩倉市、北名古屋市、豊山町、稲沢市、岐阜県各務原市（旧川島町）などの尾張地方北西部を走る名鉄バスの一般路線バスとする。この他、西春駅と県営名古屋空港を結ぶ路線バスも当営業所が担当する。
- 一宮市より委託を受け一宮市循環バス（i-バス）の運行を受け持っている。
- 2006年（平成18年）10月11日以降のナンバープレートは「一宮」である。それ以前は「尾張小牧」であった。
- 津島自動車営業所に移管するまでは、当営業所が五箇山号（名鉄バスセンター - 金沢駅）を担当していた

## 沿革
- 1929年（昭和4年）：名古屋鉄道の直営バス路線として 一宮駅 - 起 間が開設される。東一宮駅に一宮営業所を開設する。
- 1943年（昭和18年）8月11日：名古屋鉄道直営のバス路線と愛知県の主なバス会社が統合され、名鉄自動車となる。一宮営業所の管轄に一宮市周辺のバス会社（一宮市営バス、愛北自動車、川松バス、川口バス、浄心バス）の路線が加わる。
- 1945年（昭和20年）：空襲で焼失。
- 1947年（昭和22年）6月10日：名鉄自動車が解散。名古屋鉄道の直営バスに戻る。
- 1962年（昭和37年）11月12日：現在地に移転。
- 2006年（平成18年）10月1日：名岐線、矢合線、祖父江線、丹陽線を名鉄西部観光バスに譲渡。
- 2006年（平成18年）10月11日：ナンバープレートをそれまでの「尾張小牧」から「一宮」に変更。
- 2008年（平成20年）7月1日：名岐線、矢合線、祖父江線、丹陽線を移管復帰。このとき、祖父江線と矢合線の一部（美術館前経由の系統）は廃止。
- 2017年（平成29年）10月1日 : 県営名古屋空港アクセスバスの運行を開始。。この路線は一般路線とは異なり観光バスタイプ車両で運行されていた。
- 2018年（平成30年）1月20日：当営業所では初めてとなる、一般路線バスの一部にいすゞエルガが2台配属される。
- 2019年（令和元年）10月1日：系統番号を導入。
- 2020年（令和2年）9月30日:この日を持って、県営名古屋空港アクセスバスの運行から撤退。一般路線バスの運行のみに戻る。

## 所在地
- 愛知県一宮市白旗通3-5-1
  - 最寄バス停は一宮・川島線（岩倉線）「印田」バス停

## 現在の所管路線
2019年10月より系統番号がつけられている。10番台から50番台は一宮駅、一宮駅東口の乗場の番号にほぼ当てはまる（10番台の路線のうち、光明寺線、一宮・イオン木曽川線は4番乗場であるが、前身の北方線（北方、渡橋ゆき）、名岐線（木曽川口ゆき）は1番乗場の発車であった。）。

### 西春空港線
- 【2】西春駅 - 高田寺北 -　西豊場 -エアポートウォーク - 県営名古屋空港
- 【1】西春駅 - 西豊場 - 県営名古屋空港
- 【5】西春駅 - 豊山町社会教育センター - 県営名古屋空港（快速)

概要
この路線は、名鉄犬山線の西春駅と県営名古屋空港を結ぶ空港アクセス路線である。
沿革
この路線は、元々、西春駅から名古屋空港のアクセス路線として運行されている路線であり、中部国際空港開港以前は、毎時4本運行されていた。毎時2本に減便されている。運行は小牧営業所を経て2022年4月1日より春日井営業所より当営業所へ移管された。
　　当営業所では、名古屋空港アクセス路線として、一宮駅や、名鉄バスセンターから名古屋空港を結ぶ空港特急バスを担当していた実績があり、これらの路線は、前者は中部国際空港開港後に廃止された。後者は2017年から2020年まで担当し、名古屋中央営業所へ移管されたりするなどし、当営業所においては、運行を撤退した。また、空港特急バスを担当していた頃は、他の一般路線とは違い、観光バスタイプ車両が当営業所に所属しており、名古屋空港アクセス路線で使用されていた。
停留所及びダイヤ
【1】は朝のみ運行。【5】は平日の朝夕のみ。
朝の一部便はエアポートウォークを経由しない。
快速便は朝夕2本のみ、30分に1本のヘッドダイヤで合成。

### 起線
- 【20】一宮駅 - 尾張中島
- 【21】 一宮駅 - 尾張中島 - 起 - 尾張中島 - 一宮駅（名古屋鉄道起線の代替バス）
- 【21】 一宮駅 → 尾張中島 → 起 → 郷北（最終便のみ）
- 【21】起工高・三岸美術館前 → 起 → 尾張中島 → 一宮駅（朝のみ）
- 【26】 一宮駅 - 尾張中島 - 西萩原 - 蓮池
- 【27】 一宮駅 - 尾張中島 - 西萩原 - 西中野
- 【19】一宮駅 - 修文学院 （ノンストップ）

概要
この路線は、一宮駅バスターミナル2番のりばと旧尾西市内各方面を結ぶ。
修文学院行きは、一宮駅バスターミナル1番のりばからノンストップで、主に学校関係者を輸送している。契約輸送ではないので一般利用も可能。
一宮市お出かけバス手形は、どの系統でも全区間で使用できる。
沿革
- 1953年（昭和28年）6月1日： 名鉄起線を休止。バス輸送開始。
- 1954年（昭和29年）6月1日： バス輸送が好評であることから、名鉄起線を廃止。バスを正式に開設。

名鉄一宮駅と起駅の間には、1924年（大正13年）2月1日に開業した名古屋鉄道蘇東線（1948年に起線に改称）が存在した。しかし、路面電車の単線軌道であったため、沿線人口の増加により輸送力は限界に達していた。
本数増加のための複線化の計画もあがったが、道路拡張などの費用の問題等が存在していた。また、1952年の新一宮駅（現名鉄一宮駅）乗り入れ中止以降、起線の始発駅となった八幡町駅は新一宮駅から数百m離れており、乗客には不評であった。
そこで、頻発によって輸送力を大きくできるバス輸送に切り替え、さらに新一宮駅に乗り入れることが試行された。
昭和40年代には新一宮 - 尾張中島から起・二ツ屋・尾西バスストップ・萩原へ向かう各経路と新一宮 - 苅安賀 - 萩原という構成で、この路線の他に東一宮 - 本町通1 - 尾張中島 - 起 - 加賀野井 - 祖父江役場前 - 津島という経路の尾西線があった。当時は起線が三条営業所、尾西線が一宮営業所の担当となっていた。
後に二ツ屋行きは奥町まで延伸、苅安賀経由は廃止、尾西線は祖父江役場前から森上行きにされ、一宮森上線と改称の後、祖父江役場前までに短縮。一方で国府宮から中野渡（現在の西中野）まで運行されていた中野渡線が萩原までに短縮され萩原線となった為に末端部を起線に組み込む形で現在の西中野系統が成立、また尾西バスストップ系統に尾西工業団地経由を新設した。
1998年に奥町系統と尾西工業団地系統が廃止、一宮森上線も阿古井までに短縮された後、2000年に廃止となった。
停留所およびダイヤ
尾張中島までは、軌道の代替バスということもあり乗客は多く、一宮地区で最も高頻度運転を実施。昼間でも毎時5〜6本運行。うちほとんどが起系統で、循環して一宮駅に戻るため乗り通しが可能。蓮池・西中野系統は1時間から2時間毎に1本程度の運行。一部尾張中島止まりがある。最終便の郷北止まりはかつて深夜バスとして運行されていた。
修文学院（2016年9月まで、一宮女学園前）系統はスクールバスに近い路線で、大学の授業時間に合わせて運行しているため朝と昼過ぎにわずかにあるのみ。途中停留所はない。平日でも学校の長期休業期間などは運休となる。
2021年4月1日より、当路線の名鉄一宮駅停留所の名称が、一宮駅停留所に変更となる。

### 一宮・宮田線
- 【30】 一宮駅 - 一宮市民病院前 - 中島通3丁目 - 佐千原 − 西浅井 - 大日比野 - 河田黒岩 - 宮田本郷
- 【30】一宮駅 ← 一宮市民病院前 ← 中島通3丁目 ← 佐千原 ← 西浅井 ← 大日比野 ← 尾関（平日の最終便のみ）
- 【31】 一宮駅 - 一宮市民病院前 - 中島通3丁目 - 佐千原 - 丹羽 - 大日比野 - 河田黒岩 - 宮田本郷

概要
この路線は、一宮駅3番のりばと一宮市北東部 江南市北部方面とを結ぶ、かねてより一宮市北部方面への主要路線。
一宮市お出かけバス手形は、両系統とも一宮駅〜河田黒岩間で使用できる。
沿革
1923年に一宮東町 - 佐千原 - 大日比野 - 河田 - 宮田で伊藤亀一が開設した路線が元という歴史ある路線で、後に犬山線として、犬山までの運行となる。川島線と犬山線の宮田本郷系統が一宮線と直通運行する事になり、島村経由を一宮・川島線、西浅井経由を一宮・宮田線、丹羽経由で犬山駅までの路線は一宮線と直通しないためそのまま犬山線として分離整理し、西浅井経由で河田から河田橋を渡り岐阜県川島町の東端の小網までの支線は一宮・宮田線となった。なお支線として縫製団地（一宮市浅井町小日比野）まで結んでいた路線もあった。なお、犬山線は1998年、小網系統は1999年、縫製団地系統は2001年に休止となった。
一宮線との直通運行は終了したが、路線名にかつて一宮線と直通していたころの名残を残している。
停留所およびダイヤ
減便傾向にある。
西浅井経由は毎時2〜3本、平日夕は毎時4本程度運行。丹羽経由は1〜2時間に1本の運行。かつて平日には宮田本郷行きの深夜バスが運転されていた。
2021年4月1日より、当路線の名鉄一宮駅停留所の名称が、一宮駅停留所に、市民病院前停留所の名称が一宮市民病院前停留所にそれぞれ、変更となる。

### 一宮・川島線
元は一宮線（市民病院前 - 尾張一宮駅前 - 東一宮 - 岩倉）と川島線（東一宮 - 尾張一宮駅 - 川島）を直通運転する為に設定された路線である。前述の一宮・宮田線も同様である。1998年に運行系統としては分割されたが、元々区間運転用に設定されていたC線（川島系統）・D線（岩倉系統）を名称変更せずにそのまま使用している。

#### 一宮・川島C線
- 【36】一宮駅 - 一宮市役所北 − 一宮市民病院前 - 中島通3丁目 − 一宮自動車学校 − 島村 - 一宮北高校口 − 笹野 - 河田黒岩 - 川島

概要
この路線は、一宮駅3番のりばから一宮市北東部を経由して岐阜県各務原市の川島までを結ぶ。川島線とも呼ばれるが通称である。終点の川島は岐阜バスの川島松倉と同じ場所（名鉄バス一宮営業所川島合宿所跡地）である。
一宮市お出かけバス手形は、一宮駅〜河田黒岩間で使用できる。
沿革
1938年6月22日、愛北バスによって松倉（現・川島） - 東一宮で運行開始。1943年8月から名古屋鉄道の運行となり、同年10月に運行を休止となったが、1951年12月24日から運行が再開された。1962年の川島大橋開通により笠田（現・各務原市川島笠田町）まで延長されたが、1963年に岐阜バスの笠田 - 川島松倉の延長により川島-笠田の区間は廃止された。
2020年1月現在、名鉄バスの定期路線バスで数少ない岐阜県内に乗り入れる路線。
2011年10月1日から終点が川島合宿所に併設となり、あわせて川島付近のルート変更が行われている。
停留所およびダイヤ
ほとんどの時間帯で毎時2本の運行で、平日朝夕は毎時3本運行。
2021年4月1日より、当路線の名鉄一宮駅停留所の名称が、一宮駅停留所に、市民病院前停留所の名称が一宮市民病院前停留所にそれぞれ、変更となる。
2022年3月31日、国土交通省より危険なバス停のAランクに指定されていた「川島学校前」バス停が廃止された。

#### 一宮・川島D線
- 【50】 一宮駅東口 - 印田 - 水法 - 羽根 - 元小山 − 西市 - 岩倉駅 （名古屋鉄道一宮線の代替バス）
- 【50】一宮駅東口 ← 印田 ← 水法（平日の始発のみ）
- 【50】馬見塚 → 水法 → 羽根 → 元小山 → 西市 → 岩倉駅（平日朝のみ）

概要
この路線は、一宮駅東口5番のりばから、一宮市西部を横断し岩倉市の名鉄犬山線岩倉駅西口までを結ぶ。
一宮市お出かけバス手形は、一宮駅〜かぶら池間で使用できる。
沿革
1965年4月25日の名鉄一宮線の全線廃止とともに運行開始。
川島線や宮田線、旧川島町内の小網まで結んでいた路線などは一宮線と直通していたが、1996年に一宮駅付近が高架化されると、1998年10月19日に川島系統の起点が新一宮駅バスターミナル（当時）に変更され系統を分離した。系統としては分かれたが、今も路線名には名残が残っている。
停留所およびダイヤ
鉄道線の代替であり相応の本数が確保されていたが、減便傾向にある。昼間は毎時3～4本、平日朝夕は毎時6〜7本の運行。かつて51系統として岩倉駅～印田の出入庫が運転されていたが、現在は全て廃止され、前述の出庫系統がわずかに残るのみ。
2021年4月1日より、当路線の尾張一宮駅前停留所の名称が一宮駅東口に変更となる。

### 光明寺線
- 【11】一宮駅 - 西島町 - 光明寺 - 138タワーパーク - 一宮市総合体育館 - 山郷西 - 一宮駅（循環）
- 【11】一宮駅 → 西島町 → 光明寺 → 138タワーパーク → 一宮市総合体育館 → 山郷西 → 山郷（夕方のみ）
- 【10】一宮駅 - 西島町 - 光明寺 - 山郷 - 山郷西

概要
この路線は、一宮駅3番のりばと、一宮市北西方面を結ぶ。
一宮市お出かけバス手形は、全区間で使用できる。
沿革
本来この路線は光明寺より先、一宮市北西部の北方ゆきと、県境の橋である渡橋ゆき（渡橋バス停は現在の各務原市川島渡町に存在）に分かれていた。
北方ゆきは徐々に縮小され、2001年3月31日に山郷西ゆきに短縮された。一方渡橋ゆきは一度廃止されるも、ツインアーチ138の開業でタワー前の138タワーパークに発着するようになった。
2011年4月1日からは、一宮市総合体育館完成に伴い、大部分の便で終端部が光明寺→体育館→山郷西→山郷→光明寺の循環運行へ変更された。
なお、2003年3月27日から2008年3月31日の期間は、昼間帯の一部の便は 栄一丁目 - 西佐千原間で西島町を経由せず、市民病院前を経由していた。
停留所およびダイヤ
平日朝晩は毎時2本で、それ以外はほぼ毎時1本。夕方は山郷止まりとなり、早朝深夜帯は一宮市総合体育館を経由せず一宮駅と山郷西との往復運転となる。
2021年4月1日より、当路線の名鉄一宮駅停留所の名称が、一宮駅に変更となる。

### 古知野線
- 【41】一宮駅 − 一宮市役所北 − 総合大雄会病院前 - 両郷町口 - 出屋敷 − 大山町 - 滝学園前 − 古知野口 − 愛栄通 − 江南駅（A線）
- 【46】一宮駅 - 一宮市役所北 − 総合大雄会病院前 − 両郷町口 − 出屋敷 − 颪 - 春明住宅前 - 上奈良 − 滝学園口 - 江南駅（B線）

概要
この路線は、一宮駅4番のりばから一宮市北東部を経由して名鉄犬山線江南駅とを結ぶ。江南線とも呼ばれる。
一宮市お出かけバス手形は、A線は一宮駅〜金比羅前間で、B線は一宮駅〜春明住宅前間で使用できる。
沿革
古知野駅の江南駅改称は1981年であるが、路線名は他に江南線（名鉄バスセンター - 江南駅、1987年頃廃止）もあったせいか、古知野線のまま改称されずに現在も残っている。かつては大山町経由、春明・上奈良経由の他に、布袋線布袋駅行きを延長して組み込んだ春明・布袋新町経由もあったが、2001年3月31日廃止。現在その一部は江南・病院線に引き継がれている。
停留所およびダイヤ
昼間および休日はほぼ毎時2本ずつの運行。平日朝晩は春明経由は毎時3本、大山町経由は沿線の学校への通学輸送もあり頻発する。
2021年4月1日より、当路線の名鉄一宮駅停留所の名称が、一宮駅に変更となる。

### 江南団地線

#### 江南団地A線
- 【70】江南駅 - 愛栄通 - 古知野高校前 - 曼陀羅寺 − 江南団地（循環）
- 【70】江南団地東 → 江南団地 → 曼陀羅寺 → 古知野高校前 → 愛栄通 → 江南駅（朝のみ）
- 【70】江南駅 → 愛栄通 → 古知野高校前 → 曼陀羅寺 → 江南団地東 → 江南団地（夜間のみ）

概要
この系統は、江南駅から愛栄通を経由し江南団地までを結ぶ。
沿革
江南団地が建設された事に伴い1969年運行開始。かつて、朝・夕方の時間帯が古知野高校経由、日中帯の便が飛高口を経由していたが、江南・病院線が開業し飛高口を経由するようになったことで順次廃止された。
停留所およびダイヤ
D・E線運行開始後は減便となり、平日朝を除けばおおむね毎時2本の運行。
2020年4月1日より、当路線の藤ヶ丘幼稚園停留所の名称が、幼稚園の閉園に伴って団地北に変更となった。
2021年4月1日より、当路線の団地東停留所、団地北停留所、団地西停留所の名称が江南団地東停留所、江南団地北停留所、江南団地西停留所にそれぞれ変更となる。

#### 江南団地C線
- 【40】 一宮駅 → 一宮駅東口 → 総合大雄会病院前 → 大山町 → 東野 → ヴィアモール前 → 曼陀羅寺 → 江南団地東 → 江南団地（夜間のみ）
- 【40】 江南団地東 → 江南団地 → 曼陀羅寺 → ヴィアモール前 → 東野 → 大山町 → 両郷町口 → 総合大雄会病院前 → 一宮駅（朝のみ）
- 【40】一宮駅 - 一宮駅東口 - 総合大雄会病院前 - 大山町 - 東野 - ヴィアモール前 - 曼陀羅寺 - 江南団地 - 曼陀羅寺 - ヴィアモール前 - 東野 - 大山町 - 総合大雄会病院前 - 一宮駅（循環）

概要
この系統は、一宮駅4番のりばから一宮市北東部を経由して江南団地まで結ぶ路線。案内上は古知野線大山町・金比羅前経由の支線という扱いである。
一宮市お出かけバス手形は、一宮駅〜金比羅前間で使用できる。
沿革
元は村久野線と名乗り、東一宮 - 大山町 - 曼陀羅寺前 - 村久野新開 - 草井を結ぶ路線であった。昭和50年代に入り、江南団地までに短縮されて江南団地線に組み込まれ現在に至る。
停留所およびダイヤ
毎時0.5本程度。日中は一宮駅発着で循環する。
2020年4月1日より、当路線の藤ヶ丘幼稚園停留所の名称が、幼稚園の閉園に伴って団地北に変更となった。
2021年4月1日より、当路線の名鉄一宮駅停留所の名称が、一宮駅停留所に、団地東停留所、団地北停留所、団地西停留所、の名称が江南団地東停留所、江南団地北停留所、江南団地西停留所にそれぞれ変更となる。

#### 江南団地D線・E線
- 【76】江南駅 - 滝学園北 − ヴィアモール前 − 曼陀羅寺 - 江南団地（循環）（D線）
- 【76】江南団地東 → 江南団地 → 曼陀羅寺 → ヴィアモール前 → 滝学園北 → 江南駅（朝のみ）
- 【76】江南駅 → 滝学園北 → ヴィアモール前 → 曼陀羅寺 → 江南団地（夜間のみ）
- 【77】江南駅 - 滝学園北 − ヴィアモール前 − 曼陀羅寺 - 江南団地 - 音楽寺 − 江南厚生病院（E線）

概要
江南駅からヴィアモール前（アピタ江南西店前）を経て江南団地・江南厚生病院に至る系統。
沿革
2013年4月1日、運行開始。一部区間では、前日付けで廃止となった乗合タクシー「いこまいCAR」の定期便の代替ともなっている。
停留所およびダイヤ
D線は平日朝晩は毎時2本、それ以外は毎時1本程度運行。
E線は、8～17時台にかけ毎時1本運行。江南駅発は江南団地東を2回通り、江南厚生病院発は江南団地東を通過する。江南駅から病院へは後述の江南・病院線のほうが早く、運賃も異なるため注意が必要。
2020年4月1日より、当路線の藤ヶ丘幼稚園停留所の名称が、幼稚園の閉園に伴って団地北に変更となった。
2021年4月1日より、当路線の団地東停留所、団地北停留所、団地西停留所、の名称が、江南団地東停留所、江南団地北停留所、江南団地西停留所にそれぞれ変更となる。

### 木曽川線
- 【71】江南駅 - 古知野高校 − 江南団地東 - 江南団地 - 本郷口 - 河田黒岩 - 川島

概要
江南駅から江南団地を経由して川島に至る路線。案内上は江南団地A線の一部。
沿革
1955年10月1日に川島-古知野駅で古知野線として運行開始。1964年12月6日から川島から渡橋、木曽川駅経由で奥町駅まで延長となり木曽川線に改称したが、1968年10月15日に東一宮-渡橋の運行開始に伴い川島-奥町駅の区間が廃止された。
2011年10月1日、終点の変更に伴う川島付近のルート変更が行われた。
停留所およびダイヤ
川島発の早朝、江南駅発の夜間各1本ずつのみの運行。江南駅発最終は江南団地ゆきの最終バスとしての役割も担う。
江南駅発の江南団地バス停は、通常のバス停から30mほど西にある路上にある。
宮田本郷のバス停の前を通るが、同停留所が後から転回場に新設されたもののため通過。
2020年4月1日より、当路線の藤ヶ丘幼稚園停留所の名称が、幼稚園の閉園に伴って団地北に変更となった。
2021年4月1日より、当路線の団地東停留所、団地北停留所、団地西停留所の名称が、江南団地東停留所、江南団地北停留所、江南団地西停留所にそれぞれ変更となる。
2022年3月31日、国土交通省より危険なバス停のAランクに指定されていた「川島学校前」バス停が廃止された。
2024年4月1日より平日の運行を休止し、土日祝日の1往復のみの運行となる。

### 江南・病院線
- 【80】・【81】・【82】・【83】 布袋駅 - 江南駅 - 愛栄通 - 飛高口 - 江南厚生病院 - すいとぴあ江南

沿革
2008年4月1日、いこまいCAR定期便の布袋ふれあい会館 - 市民体育会館引き継ぐ形で、布袋駅 - 江南厚生病院で運行開始。
2013年4月1日、いこまいCARが定期便の運行を終了することになり、江南厚生病院 - すいとぴあ江南間で系統を延長する。
なお、江南駅 - すいとぴあ江南間は2000年3月31日まで草井線が、布袋駅 - 江南駅間の大部分は2001年3月31日まで古知野線が、それぞれ運行されていた区間であり、大部分の区間で廃止路線が復活する格好となっている。名鉄のバス事業は2000年前後から路線整理を進めており、珍しい例である。
停留所およびダイヤ
全線を直通する便（81系統）は僅かである。平日の朝以外と土・休日の午前は、布袋 - 江南厚生病院（80系統）と江南 - すいとぴあ江南（82系統）の2系統を毎時各1本ずつ運行する形態がとられている。
布袋 - 江南駅間では、朝は毎時2本、それ以外は毎時1本、江南駅 - 江南厚生病院間（83系統）では、平日と、土・休日の午前は毎時2本、土・休日午後は毎時1本の運行、江南厚生病院 - すいとぴあ江南間では、平日と、土・休日の午前はほぼ毎時1本、土・休日午後は2時間に1本の運行。

### 岩倉線
- 【61】岩倉駅 - 岩倉団地 - 小木 - 桜井 - 小牧駅 （名鉄岩倉支線（電車）の代替バス）
- 【63】 岩倉駅 - 岩倉団地 - 小木 - 小牧市民病院前 - 小牧駅
- 【65】 岩倉駅 - 三ッ渕中 - 小牧市役所前 - 小牧市民病院北 - 小牧駅
- 【62】岩倉駅 - 岩倉団地 - 小木 - 桜井 - 住友理工前

概要
この路線は、岩倉駅東口1番のりばから小牧市の小牧駅までを結ぶ。
住友理工前行きは、岩倉駅東口2番のりばから住友理工前を結ぶ。主に終点周辺の工場への通勤需要を満たしている。
小牧線とも呼ばれるが通称である。
東濃鉄道小牧管理所に運行を委託している。
沿革
1964年（昭和39年）4月26日、岩倉支線の廃止とともに、桜井経由の運行を開始し、のちに小牧市民病院前経由ができた。桃花台新交通桃花台線の開業前は、代替バスとして桃花台ゆきも存在していた。また、平日のみ 小牧駅 - 小牧南高校前の区間便も一時期設定されていた。
小牧市役所前・小牧市民病院北経由はもともと1997年に設定された小牧市役所前・小木経由だったものを2000年に小牧市役所前・三ッ渕中経由に経路変更したものである。変更当初は三ッ渕西-中市場間のルートが一部異なっていた。三ッ渕中経由が通る国道155号線には千秋線（一宮 - 町屋 - 小牧）が走っていたが、1998年に町屋 - 小牧が廃止となり、一旦バス路線が無くなっていた。
2007年3月に小牧営業所が小牧管理所に格下げ（その後廃止）になったのを受け、一宮営業所が岩倉線の運行を受け持つようになった。
停留所およびダイヤ
減便傾向にある。
- 桜井経由
平日・休日とも毎時1本運行。平日朝と夜は毎時2～3本運行。
- 小牧市民病院前経由
平日昼間は毎時2本運行。平日朝と夜、休日は毎時1本の運行。
- 小牧市役所前経由
平日午前と夕方以降は毎時2本運行。平日昼間の一部と休日は毎時1本の運行。
- 住友理工系統
平日のみ、1往復のみの運行。朝の住友理工前行きと夕方の岩倉駅ゆき。

### 間内・岩倉線
- 【69】 岩倉駅 - 岩倉団地西 − とみづか −  藤島団地 - 北里市民センター西 - 小針の郷前 - 名鉄間内駅

概要
この路線は、岩倉駅東口2番のりばから小牧市南西部の間内駅までを結ぶ。
東濃鉄道小牧管理所に運行を委託している。
沿革
2014年（平成26年）8月1日に、運行を開始した。正式には岩倉線の支線の扱い（岩倉G線）である。
なお、かつて名鉄バスの（新）小木線が2005年（平成17年）3月31日まで岩倉 - 藤島団地 - 上小田井駅を結んでおり、岩倉駅 - 藤島間ではおよそ10年ぶりにバス交通が復活している。
停留所およびダイヤ
減便傾向にある。
平日・休日とも1時間～2時間に1本運行。

### 丹陽線
- 【56】一宮駅東口 → 森本 → 一宮せんい団地 → せんい四丁目（平日朝1本のみ）
- 【57】一宮駅東口 - 森本 - 一宮せんい団地 - 平島 - 九日市場

概要
この路線は、一宮駅東口5番のりばから、一宮市をせんい団地を経由しつつ旧丹陽村内を南下し、名神高速道路一宮インターチェンジ近くの九日市場に至る路線である。
一宮市お出かけバス手形は、両系統とも全区間で使用できる。
沿革
元は東一宮始発・印田経由で浅野公園前より右折し、山王、下浅野を経て南下する経路であった。後に名岐線（名鉄バスセンター - 清州 - 尾張一宮駅前）と共に尾張一宮駅前始発・裁判所前・せんい団地経由に変更され、姉妹系統の様になっていたが、一宮高校前経由になり名岐バイパス線の姉妹路線へと変更されたが、名岐バイパス線は2001年中之郷までに短縮の上、2002年に廃止されている。狭隘区間が多かったが、道路拡幅などを経て、平島付近と三ツ井付近は幾度か経路変更を実施している
2006年（平成18年）10月1日に名鉄西部観光バスに譲渡されたが、2008年（平成20年）7月1日から移管復帰した。
停留所およびダイヤ
平日朝晩は毎時2本、そのほかは毎時1本の運行。
2021年4月1日より、当路線の尾張一宮駅前停留所の名称が、一宮駅東口停留所に変更となる。

### 稲沢中央線
- 【2】JR稲沢駅西口 - 稲沢市民病院 - 国府宮駅 - 城見ヶ丘 - （美術館・保健センター） - 稲沢市役所前 - （船橋→） - 矢合観音（循環）
- 【1】JR稲沢駅西口 - 稲沢市民病院 - 国府宮駅 - 城見ヶ丘 - （美術館・保健センター） - 稲沢市役所前 - （朝府→） - アピタ稲沢店（循環）

概要
この路線は、JR稲沢駅から稲沢市民病院、国府宮駅バスターミナルを経て、稲沢市西部方面を結ぶ。稲沢市コミュニティバスとの共同運行である。
沿革
2014年（平成26年）11月4日に、稲沢市コミュニティバスの再編にあわせ運行を開始した。
元型となる矢合線は国府宮駅 - 矢合観音前 - 愛知県植木センターを往復で結んでいた。旧平和町の下三宅ゆきが短縮され成立したもので、かつてはそのまま三宅川に沿うように小津橋まで南下し藤浪から津島駅まで運行していた。2006年（平成18年）10月1日から2008年（平成20年）7月1日までは名鉄西部観光バスに譲渡されていた。
また国府宮駅より東の区間は祖父江線B国府宮駅 - 稲沢駅前 - 稲沢と、祖父江線C国府宮駅 - 稲沢三菱前 -  稲沢住宅 - 稲沢病院前 - 国府宮駅という循環路線があったが、そのうちの祖父江線Cが稲沢駅前・稲沢住宅・高御堂経由に経路変更の上稲沢住宅線に名を変えた後の1998年に廃止されており、経路こそ違うものの名鉄バスの路線としては15年振りの再開であった。なお、祖父江線の本線は国府宮駅から天池・片原一色・森上を経由して祖父江町の三興製紙前まで運行されていたが、こちらも森上・片原一色と段階的に短縮され、矢合線と共に名鉄西部観光バスに移譲されたが、こちらは名鉄バスに戻る事なく2008年に廃止されている。
停留所およびダイヤ
国府宮から西では、矢合線を踏襲し平日朝夕は毎時3本、それ以外の時間帯は毎時2本確保されている。日中は美術館・保健センターに立ち寄る。
一方、国府宮 - JR稲沢駅間は7 - 19時台に平日昼間は30分間隔で、矢合観音行きとアピタ稲沢店行きが交互に運行。休日は1 - 2時間に1本となり、稲沢市民病院で折り返す便が多数設定されている。
また、2019年4月1日には、一部経路が変更されている。
運賃は1乗車200円均一である。

### 一宮・イオン木曽川線
- 【15】 一宮駅 - 今伊勢小学校 - 木曽川庁舎 - イオンモール木曽川

概要
この路線は、一宮駅から旧木曽川町、イオンモール木曽川方面を結ぶ。2013年（平成25年）4月1日に運行を開始した。
一宮駅東口(JR尾張一宮駅側）は経由しない。
かつての名岐線（尾張一宮駅 - 木曽川口）の経路をほぼ踏襲する。
停留所およびダイヤ
7時台 - 17時台に毎時1本、計11往復の運行。土休日・お盆期間・年末年始は18時台以降に2往復が追加され、13往復の運転となる。所要時間は約20分。運賃は200円均一。定期券は設定されていない。
一宮市お出かけバス手形は全区間で使用できる。
この路線の運行以前は、新木曽川駅、木曽川駅からダイヤモンドシティキリオ（当時）を結ぶ無料バスを名鉄バスが委託運行していた。
2021年4月1日より、当路線の名鉄一宮駅停留所の名称が一宮駅に、イオンモール木曽川(正面入口)停留所がイオンモール木曽川停留所に、イオンモール木曽川(西駐車場)停留所の名称が木曽川運動場西停留所にそれぞれ変更となる。

### イオンモールmozoワンダーシティ線
- （系統番号なし） 上小田井駅 - mozoワンダーシティ　（土休日のみ運行)

概要
この路線は、上小田井駅とmozoワンダーシティを結ぶ無料シャトルバスで、イオンモール木曽川同様、イオンより委託を受けている路線である。名古屋市西区の名鉄と、地下鉄の上小田井駅と近くのイオンモールのmozoワンダーシティを結ぶ。一宮・イオンモール木曽川線とは異なり無料で乗車できる。土休日のみの運行で、平日は運行されない路線でもある。
上小田井駅では交通広場には乗り入れず、南口の自転車置き場のターミナルより発車する。
2021年3月28日の運行をもって、廃止となった。
停留所及びダイヤ
土休日の、9時台から19時台までの運行で、毎時30分おきに発車する。

## 運行受託路線

### i-バス
ここでは路線のみ記載する。

#### 【138】一宮コース
木曽川庁舎→エコハウス138→一宮西病院→一宮駅→一宮市役所→市民会館→一宮市民病院→市民会館→一宮市役所→一宮駅東口→一宮駅→一宮西病院→エコハウス138→木曽川庁舎

#### 【150】尾西北コース
- エコハウス138 → 一宮西病院 → 奥町駅 → 小信中島小学校 → 郷北 → 尾張中島 → 尾西庁舎 → 小信中島小学校 → 奥町駅 → 瀬古 → エコハウス138

#### 【160】尾西南コース
- 萩原駅 → 朝日東小学校 → 冨田団地 → 尾西記念病院 → ゆうゆうのやかた → 尾西庁舎
- 萩原駅 ← 朝日東小学校 ← 冨田団地 ← 尾西記念病院 ← 尾西スポーツセンター ← 尾西庁舎

#### 【170】木曽川・北方コース
木曽川庁舎 - 木曽川市民病院 - 山郷西 - 木曽川市民病院 - 木曽川庁舎

### 契約輸送
管内各地で、企業や学校などとの貸切契約輸送を行っている。　その他、三菱重工小牧南工場の契約輸送やユニーの契約輸送を平日に行っている。

## 廃止路線
かつては、名古屋空港特急バス、愛知県名古屋市、犬山市、稲沢市、岐阜県岐阜市、羽島市方面へも路線が存在したが、1990年代より縮小、廃止されていった。
下記において、カッコで括ったものはカッコ内が最晩年の系統である。稲沢市内各線は、国府宮管理所から一宮営業所に移管して以降の路線を記載している。
なお、一宮市内のターミナルの変遷については「一宮駅バスターミナル」の項も参照。「一宮名鉄百貨店前」停は2001年11月1日より「東一宮」停に変更されている。
- 名鉄バスセンター　-　栄（オアシス21) -豊山町社会教育センター - 県営名古屋空港 - あいち航空ミュージアム　(空港特急バス県営名古屋空港線、2020年10月より名古屋中央へ移管。)

旧一宮営業所運行路線
- 名鉄バスセンター - 清州 - トヨタ春日センター - （多加木 - 一宮名鉄百貨店前 - 尾張一宮駅前 - 木曽川口） - 新岐阜　（名岐線）
- 名鉄バスセンター - （中之郷 - 一宮せんい団地 - 馬見塚東 - 印田 - 一宮名鉄百貨店前 - 尾張一宮駅前）　（名岐バイパス線）
- 新一宮駅（当時） - 西浅井 - 川島口 - 小網（一宮・宮田線）
- 新一宮駅 - 丹羽 - 大日比野 - 縫製団地（一宮・宮田線）
- 新一宮駅 - 丹羽 - 大日比野 - 宮田本郷- 草井 - 犬山駅（西口）（犬山線）
- 新一宮駅 - 尾張中島 - 奥町（起線）
- 新一宮駅 - 尾張中島 - 尾西バスストップ（現・蓮池） - 尾西工業団地（循環）（起線）
- 新一宮駅 - 春明 - 布袋新町 - 江南（古知野線）
- 新一宮駅 - 光明寺 - 山郷西 - 北方（光明寺線）
- (新一宮駅 - 花祗住宅前) - 町屋 - 三ッ渕中 - 小牧駅（千秋線）
- (新一宮駅 - 大赤見 - 穂積塚本) - 三ッ渕原 - 小牧駅（千秋線）※一日一往復の路線であった
- 一宮名鉄百貨店前 - 大赤見 - 穂積塚本 - 加納馬場 - 町屋 - 岩倉駅（千秋線）
- 一宮名鉄百貨店前 - 印田 ‐ 水法 ‐ 南小渕 - 県営グラウンド前 - 町屋（千秋線）
- 一宮名鉄百貨店前-尾張一宮駅前-市民病院前-ソニー高田-新岐阜-高富
- 新一宮駅 - 苅安賀 - 萩原（循環）（起線）
- 一宮名鉄百貨店前 - 昭和 - 花池 - 裁判所前 - 一宮名鉄百貨店前（西部市内循環線昭和回り・花池回り）
- 新一宮駅 - 尾張温泉 - 長島温泉（一宮長島線）長島温泉ヘは季節運行路線。
- 尾張一宮駅前 - 岩倉駅 - 名古屋空港（各停便）

- 新一宮駅 - 名古屋空港（特急）晩年は名鉄西部観光バスに委託。中部国際空港開港に伴い廃止。
- 扶桑駅 - イオン扶桑ショッピングセンター（イオン扶桑線）
- 柏森駅 - イオン扶桑ショッピングセンター（イオン扶桑線）
- 江南駅 - 布袋新町 - 穂積塚本 - 岩倉駅
- 江南駅 ‐ 昭和病院前 - 小杁山 - 小渕
- 江南駅 - 飛高口 ‐ 村久野農協前 ‐ 鹿子島
- 江南駅 - 江南市役所 - 今市場 ‐ 大口役場前
- 江南駅 ‐ 石枕稲荷前 - 大口役場前 ‐ 上小口 - 横内 - 明治村口　　　　　　　　　　　　　　　　　　　　　　　　　　　　　　　　　　　※この便のみ駅前からではなく駅東側乗務員詰所がありに３番乗り場があり商店街を抜けて発車していた
- 岩倉駅 - 西春 - 比良 - 名鉄バスセンター

旧三条営業時代からの路線
- 一宮名鉄百貨店前 - 本町 - 尾張中島 - 起 - 阿古井） - 祖父江役場前（一宮森上線）
- 一宮名鉄百貨店前 - 裁判所前 - 花池 - 豊島台 - 稲島町 - 国府宮（大和線）
- （国府宮 - 天池 - 片原一色） - 森上駅/三興製紙前（祖父江線）
- 国府宮 - 西御堂団地 - 萩原工業団地（萩原線）
- 国府宮 - 稲島町 - 豊島台 - 戸塚センター（大和線）
- 国府宮 - 高御堂 - 北島 - 中之庄（奥田線）
- 国府宮 - 高御堂 - 六所豊田合成稲沢工場 - 北島（循環）（奥田線）
- 国府宮 - 松下町 - 美術館北（現・稲沢町前田） - 矢合観音前 - 愛知県植木センター（矢合線）

全便を稲葉西町/稲沢本町経由に集約し一度廃止になるも、水道工事のため2013年（平成25年）10月1日に復活。
しかし稲沢中央線運行開始に伴い2014年（平成26年）11月3日に廃止になった。
- 国府宮 - 稲葉西町/稲沢本町 - 矢合観音前 - 愛知県植木センター（矢合線）

2014年11月3日に廃止され、稲沢中央線により代替された。
- (江南 - 飛高口 - すいとぴあ江南) - 草井 - 犬山駅（西口）（草井線）

2000年、江南-すいとぴあ江南間を廃止

## 車両
- 三菱ふそう・エアロスター
- 三菱ふそう・エアロミディMK
- 三菱ふそう・エアロミディMJ
- 三菱ふそう・エアロミディME
- いすゞ・エルガ
- いすゞ・エルガミオ
- 日野・レインボー
- 日野・ポンチョ

かつては、日野・ブルーリボンシティハイブリッドも所属したが、2014年4月に春日井営業所に転出した。また、エアロスターHEVも所属していたが、現在は廃車となっている。
また、2018年1月には、一般路線車の一部に当営業所では初めてとなる、いすゞエルガが2台配属された。2017年10月から2020年9月までは県営名古屋空港アクセスバスを担当していた。その際は、専用車として、飛行機マークのデザインが施された三菱ふそうエアロバスを使用していた。

## お得な乗車券
一宮市お出かけバス手形
一宮市内の名鉄バスと、i-バス全線(スイトトラベルに運行を委託している千秋町コースと大和町・萩原町コースも含む)が乗り放題となる乗車券。1枚700円(小児用は半額)で、名鉄一宮駅バスターミナル、バス車内、地域交通課、尾西庁舎総務管理課、木曽川庁舎総務窓口課で発売している。
一宮市外まで(から)乗車する場合は、一宮市最後のバス停から下車バス停(乗車バス停)までの運賃を、別途現金で支払う。例えば、名鉄一宮駅から川島(岐阜県各務原市)まで乗車する場合、一宮市最後のバス停である河田黒岩から川島までの運賃170円を別途現金で支払うことになる。
この乗車券は、平日は降車時間が10時〜16時の間しか利用できないという制約がある。所定時刻では16時前の到着であっても、遅延により16時を過ぎて到着した場合も例外とはならない。
使用後は記念に持ち帰っても良いが、不要であれば最後のバスを下車する際にその旨を運転士に申告すれば回収してもらえる。

## その他
一宮営業所は、2019年まで岐阜県各務原市川島松倉町に、「名鉄バス一宮営業所 川島合宿所」を有していた。川島バス停、宮田本郷バス停、江南団地バス停からの早朝発のバス運転士の宿泊施設であり、ここで10台程のバスとその運転士が宿泊していた。なお、2011年10月から一宮・川島線「川島」バス停と岐阜バス「川島松倉」バス停が併設されており、現在はバス停兼回転場となっている。
2009年8月2日から順次、路線バスのアナウンスが、名古屋営業所や名古屋中央営業所と同じ、音声合成のものに変更されている。